# Евпаторийская женская гимназия
Евпаторийская женская прогимназия, с 1898 года Евпаторийская женская гимназия — среднее женское казённое учебное заведение в городе Евпатория Таврической губернии. Продолжала деятельность с 1873 по 1920 год.

## История
15 августа 1869 года по инициативе заведующего уездным училищем Федора Барановского открылось двухклассное женское училище.
В 1873 году попечитель Одесского учебного округа признавал необходимость создания двух казенных женских гимназий в Евпатории и Керчи.
14 сентября 1873 года в Евпатории была открыта женская прогимназия из четырёх классов. Это произошло в бытность городским головой С. М. Пампулова. 46 учениц женского училища в 1873/1874 учебном году стали гимназистками Евпаторийской трехклассной женской прогимназии с приготовительным классом для девочек всех сословий и вероисповеданий. В 1898 году она была преобразована в полную семиклассную женскую казенную гимназию. Для неё арендовали дом М. И. Ходжаша.

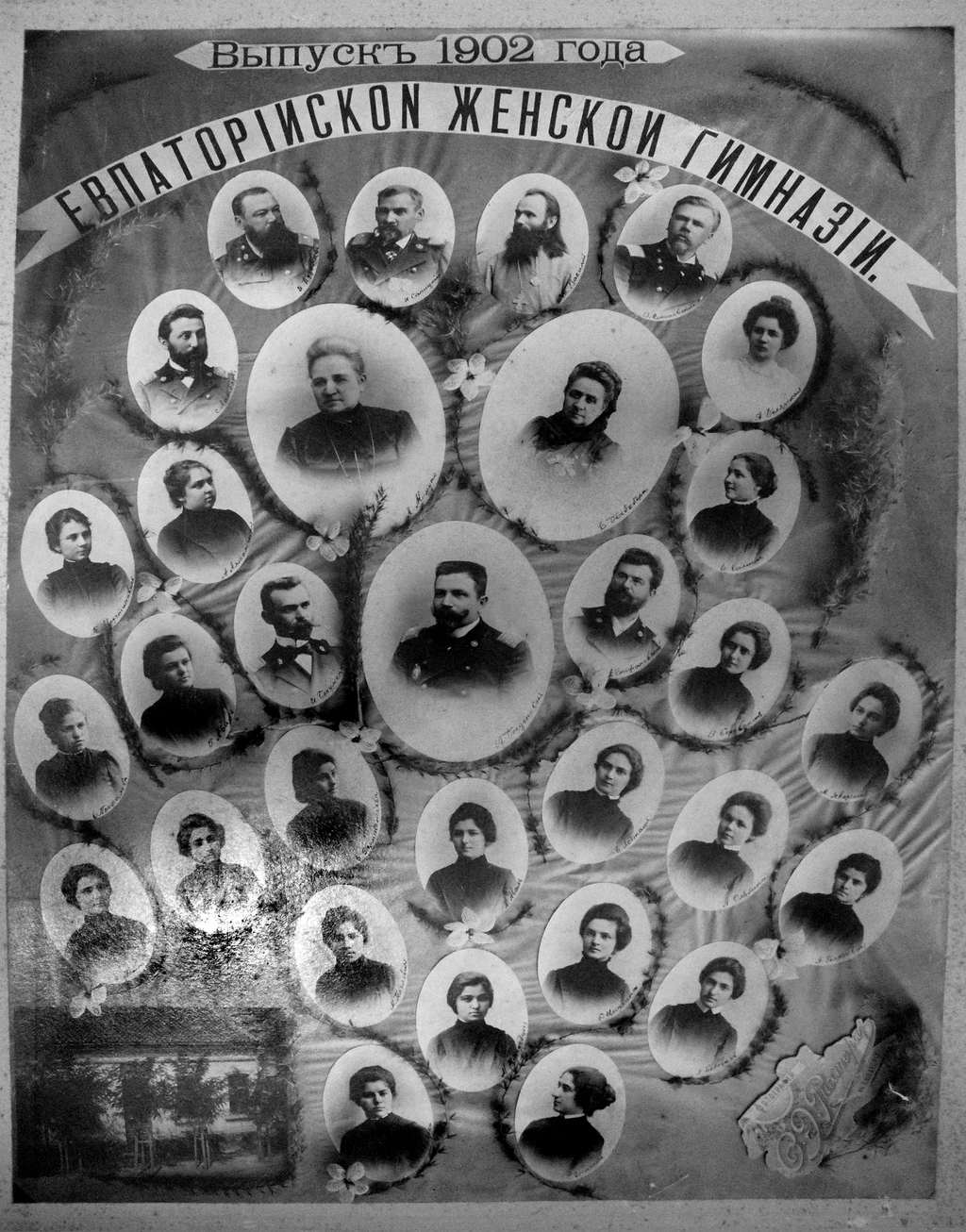
Выпуск 1902 года Евпаторийской женской гимназии

Было принято решение о постройке специального здания. Оно было спроектировано городским архитектором А. Л. Генрихом. Сметная стоимость составила 57 720,78 руб. Подряд на строительство на торгах получили, в соответствии с договором от 17 марта 1901 года, П. С. Ткаличенко и Павлов. 7 августа 1902 года постройка была принята Строительной комиссией, а 27 августа её решение одобрено Думой. Новый учебный 1902 год женская гимназия начала в специально выстроенном городом здании.
Председателем попечительского совета женской гимназии был до 1906 года потомственный почетный гражданин города Эзра Исаакович Дуван, после его смерти с 1907 года был его сын, городской голова Евпатории С. Э. Дуван. Членом попечительского совета был купец М. С. Сарач.
В 1914—1915 учебном году гимназия имела 367 учениц. Годовой бюджет составлял 30155 рублей, из них 4500 рублей от казначейства. Плата за обучение 70 и 100 рублей для подготовительных и основных классов.
Гимназия функционировала в своём статусе до 1920 года. История крымских гимназий завершилась 27 ноября 1920 года, когда Крымревком издал приказ № 57 о перестройке работы учебных заведений Крыма.

После прихода советской власти в 1921 году мужскую и женскую гимназии преобразовали в семилетние школы II ступени № 1 им. Горького (директор Антонина Степановна Булатова) и № 2 им. Постышева. Затем в 1946 году мужская школа стала школой № 10, а женская - школой № 3. В 1977 году эти школы объединили в одну школу № 4 с углубленным изучением немецкого языка. В 1993 году школа № 4 получила имя своего выпускника — писателя и поэта Ильи Львовича Сельвинского. В 1995 году школе возвращен статус гимназии — она стала «Гимназией имени Ильи Сельвинского». В настоящее время комплекс исторических зданий гимназий принадлежит Гимназии им. И. Сельвинского.

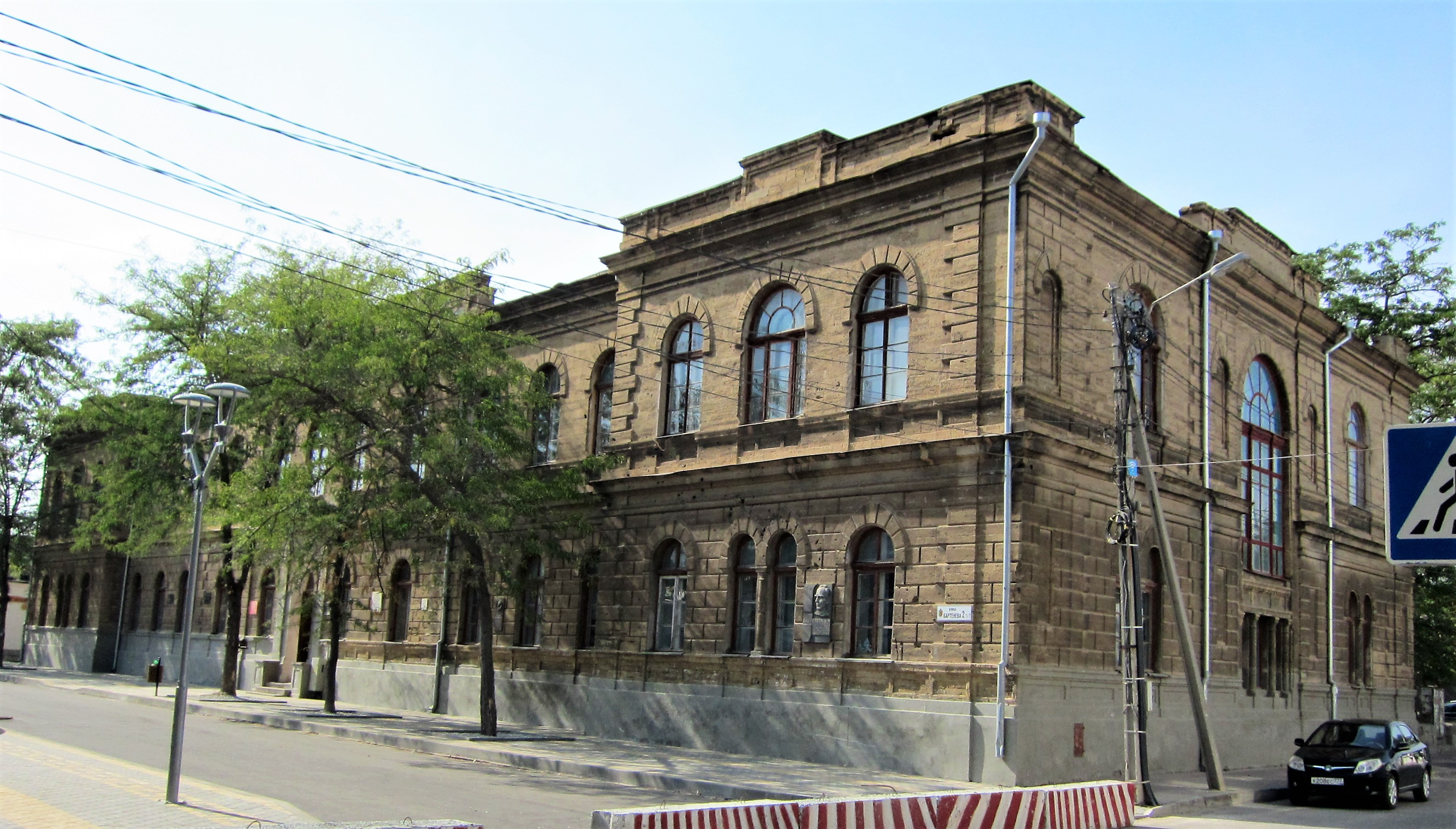
Здание Евпаторийской женской гимназии, ул. Бартенєва, 2, литер «А». Архитектор А. Л. Генрих, 1902 год.

## Архитектура
Двухэтажное здание расположено недалеко от мужской гимназии, на пересечении улиц Новой (ныне Бартенева) и Приморской, его угол со стороны последней слегка скошен. Фундамент сложен из бута на растворе гидравлической извести, стены — из пиленого жёлтого камня, на известковом растворе, с плотной притеской и тщательной притиркой камней. Постройка оформлена в строго казенном стиле, в соответствии с теми требованиями, которые предъявлялись учебным заведениям. Из основного контура прямоугольного в плане здания, по краям выступают ризалиты. Фасады оформлены окнами с полукруглыми арками, в том числе сдвоенными, с рельефно выделенными клинчатыми плитами. Амбразуры окон полукруглые, арка сверху стрельчатой формы. Поверхность стен первого этажа, также, как углы и лопатки второго, расшиты благодаря слабому русту в виде квадровой кладки. В центре сооружения и над ризалитами карниз перекрыт парапетом. Лестничные марши освещаются полутораэтажными оконными проемами. Оконные рамы установлены на стилизованный портик, состоящий из четырёх колонн, перекрытых архитравом и фризом. Внутренняя планировка полностью отвечает назначению заведения — узкий, пересекающий все пространство, коридор, переходящий в лестничные марши на своих концах. По сторонам коридора располагались классные комнаты.

Ныне в РФ с 2016 года здание гимназии объект культурного наследия регионального значения.

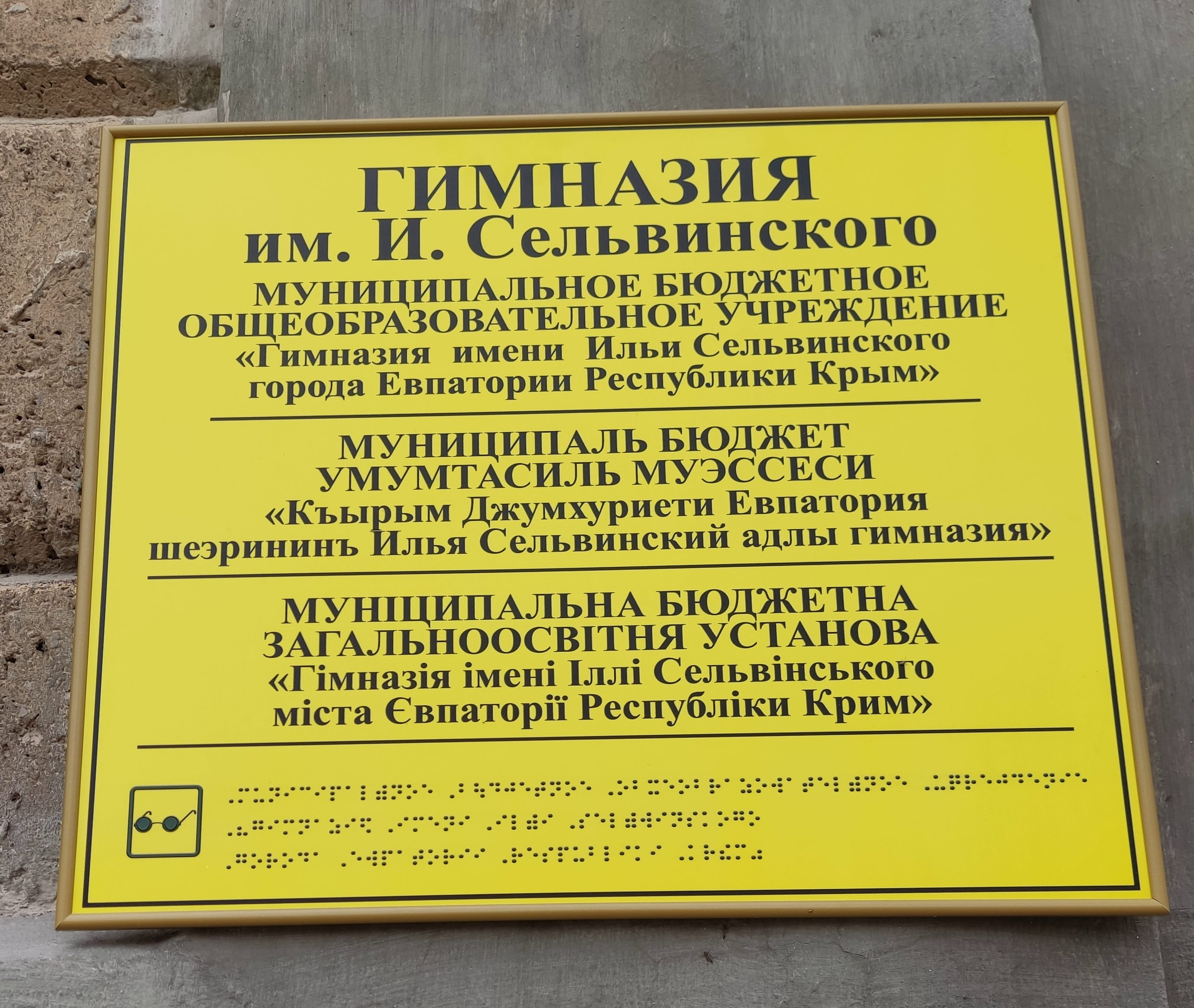
Официальная табличка
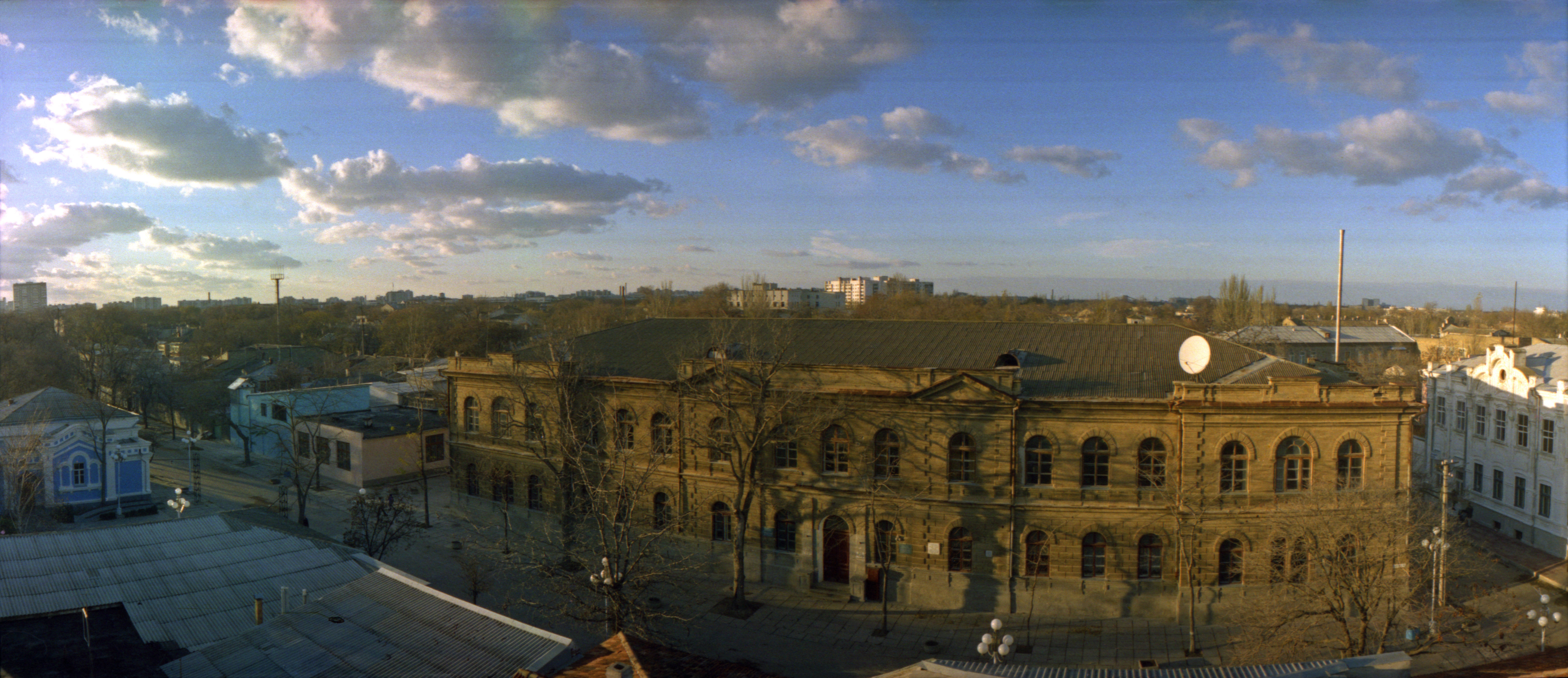
Общий вид здания в квартале
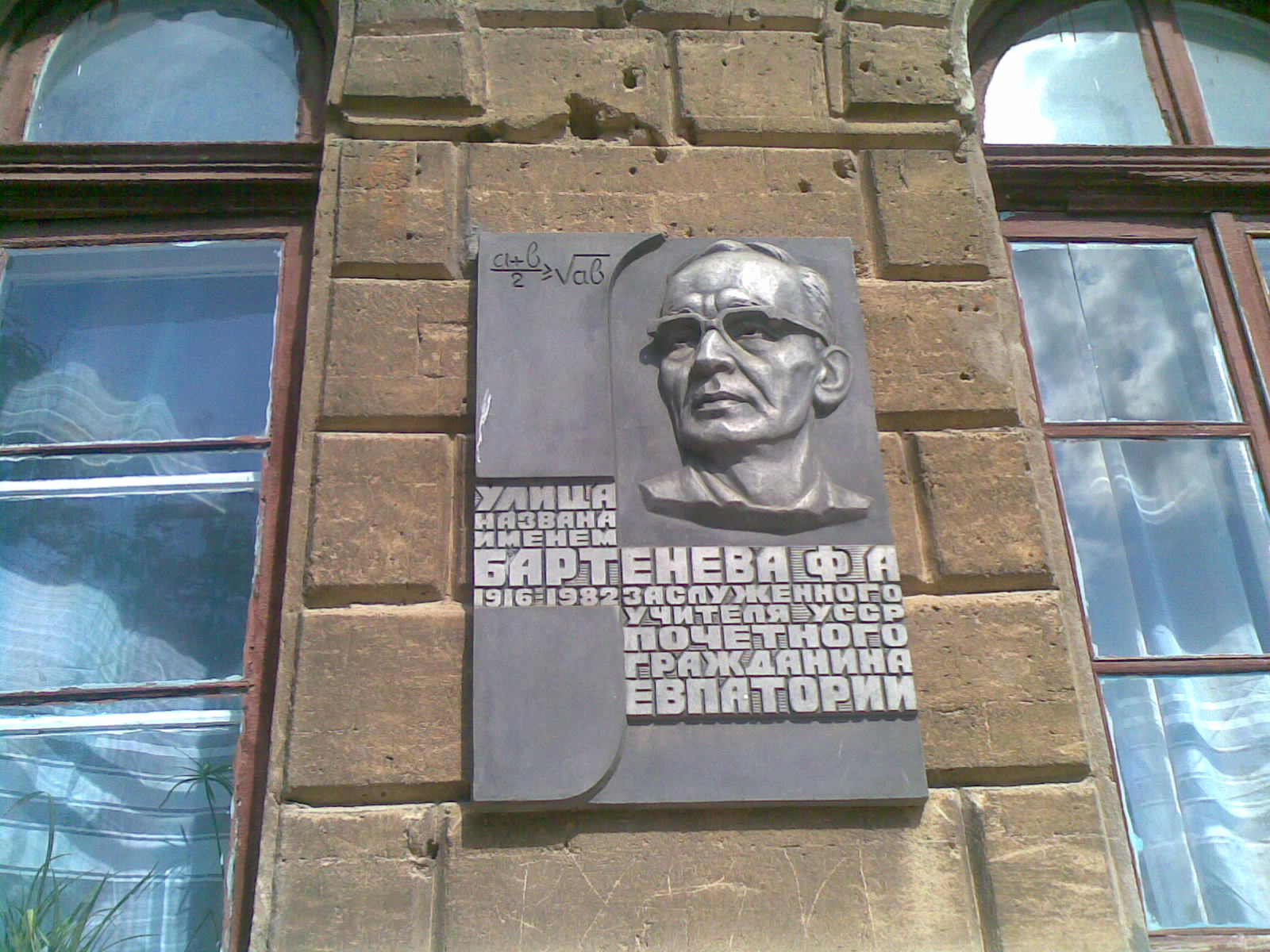
Мемориальная табличка Ф. А. Бартенева (1916–1982) — учителя математики, заслуженного учителя УССР, почётного гражданина Евпатории, в честь которого названа улица

## Известные ученицы и выпускницы
- Савускан, Ирина Александровна — училась в 1912—1920 годах.